# Gaston Amson
Gaston Marcel Amson (Parigi, 17 novembre 1883 – Parigi, 16 luglio 1960) è stato uno schermidore francese, vincitore di due medaglie d'argento nella scherma ai giochi olimpici.